# 東京コミコン
東京コミコン（とうきょうコミコン、Tokyo Comic Con）は、2016年から毎年幕張メッセで開催されている、日米の映画・コミック・アニメ・ゲームなどのポップカルチャーを扱ったイベント。
サンディエゴを発祥とする「コミコン」に倣っているが、各都市で開催されているコミコンの名を冠したイベントの一つの「シリコンバレー・コミコン」の姉妹イベントとして発足した。正式名称は東京コミックコンベンション。主催は株式会社東京コミックコンベンション、東京コミックコンベンション実行委員会。
本記事には、大阪で開催されている大阪コミコン（おおさかコミコン、Osaka Comic Con）の情報も含まれる。

## 概要
Appleの共同創業者の一人スティーブ・ウォズニアックの提唱により「最新テクノロジーとエンタテインメントの融合」をテーマに発足した。また、姉妹イベントのシリコンバレー・コミコンの開催のきっかけがウォズニアックとスタン・リーの出会いだったことから、リーが本イベントの名誉親善大使となっている。実行委員長を胸組光明、名誉会長を参議院議員の山東昭子が務める。
会場では、ハリウッド俳優・女優を中心とする来日ゲストとの写真撮影会・サイン会やトークショー、映画の劇中で使用された小道具や衣装などの展示、ゲーム体験やテクノロジーのデモンストレーション、コスプレコンテストなども行われるほか、日本全国の食文化を楽しめる点を特徴としている。日本開催のイベントであるため日本のアニメや漫画や特撮についての出展も行われている。大作関連のコンテンツだけでなく、少人数で活動する国内外のアーティストの作品販売ブースも設けられており、作者と対面で作品を即興制作してもらったり購入することも可能である。

## 開催実績
| 回数                       | 開催日                                                            | 開催地                                                        | 来場者数     | 出展社数     | スペシャルゲスト | アンバサダーなど | 備考 |
| -------------------------- | ----------------------------------------------------------------- | ------------------------------------------------------------- | ------------ | ------------ | --- | --- | --- |
| プレビューイベント         | 2015年 12月5日 - 6日                                              | 品川インターシティホール                                      | （発表なし） | （発表なし） | - イアン・マクダーミド - レイ・パーク - スティーブ・ウォズニアック（名誉顧問） | | 前日の2015年12月4日の記者発表会では、スティーブ・ウォズニアック、イアン・マクダーミド、レイ・パーク、三船美佳、御伽ねこむらが登壇。 |
| 第1回 （東京コミコン2016） | 2016年 12月2日 - 4日                                              | 幕張メッセ国際展示場 9・10ホール                              | 32,010人     | 111社        | - スタン・リー（名誉親善大使） - ジェレミー・レナー - ランス・ヘンリクセン - ビリー・ボイド - マシュー・ルイス | - 竹内涼真（親善大使） - ダニエル・ローガン（親善大使） | 2016年8月30日の開催発表記者会見では、胸組光明、山東昭子、サプライズゲストのサラ・ベイカーらが登壇したほか、ミラ・ジョヴォヴィッチのビデオメッセージを公開。 |
| 第2回 （東京コミコン2017） | 2017年 12月1日 - 3日                                              | 幕張メッセ国際展示場 9・10・11ホール                          | 42,793人     | 150社超      | - スタン・リー（名誉親善大使） - スティーブ・ウォズニアック（名誉顧問） - マッツ・ミケルセン - カール・アーバン - ネイサン・フィリオン - マイケル・ルーカー | - 竹内涼真（名誉親善大使） | 福原かれんやマーク・レスターも来場し、サイン会を開催。福原はオープニングセレモニーやグランドフィナーレにも参加。 |
| 第3回 （東京コミコン2018） | 2018年 11月30日 - 2日                                             | 幕張メッセ国際展示場 9・10・11ホール                          | 63,146人     | 約200社      | - オリバー・フェルプス - ジェームズ・フェルプス - ピーター・ウェラー - トム・ヒドルストン - エズラ・ミラー - ジェレミー・レナー | - 中川翔子（アンバサダー） | 2018年6月15日の開催発表記者会見では、胸組光明、山東昭子、中川翔子、スペシャルゲストのマイケル・ルーカーらが登壇。 当日はラーナー・ダッグバーティやダニエル・ローガンも来場し、ステージイベントなどに参加。 11月12日のスタン・リーの死去を受け、追悼映像やモニュメントが設けられた。 当初はゲストにセバスチャン・スタンが予定されていたが、撮影の都合で来日中止となり、同時にアンソニー・マッキーの参加が発表された。その後マッキーも撮影の都合で来日中止となり、同時にジェレミー・レナーの参加が発表された。 また、当初はゲストにジョン・キューザックも予定されていたが、撮影の都合で来日中止となり、同時にエズラ・ミラーの参加が発表された。 |
| 第4回 （東京コミコン2019） | 2019年 11月22日 - 24日                                            | 幕張メッセ国際展示場 9・10・11ホール                          | 69,731人     |              | - ルパート・グリント - ザッカリー・リーヴァイ - マーク・ラファロ - イアン・サマーホルダー - クリス・ヘムズワース - ジュード・ロウ - オーランド・ブルーム | - 浅野忠信（アンバサダー） - 宇垣美里（広報部長） | 2019年7月11日のアンバサダー発表記者会見では、胸組光明、浅野忠信、宇垣美里、杉山すぴ豊らが登壇。 関根ささら（放課後プリンセス）がオフィシャルサポーターを務め、記者会見のレポートや杉山すぴ豊との最新情報配信番組『東京コミコンまっしぐら！！』を担当した。 当日は常連となったダニエル・ローガンも来場し、ステージイベントに参加。 当初はゲストにオーランド・ブルーム、セバスチャン・スタンが予定されており、それぞれ撮影の都合で来日中止となったものの、後日ブルームは撮影スケジュール変更により再度参加が発表された。 |
| 第5回 （東京コミコン2020） | 2020年 12月4日 - 6日                                              | Tokyo Comic Con World （オンライン会場）、 幕張メッセ（中継） |              |              | - マイケル・J・フォックス - クリストファー・ロイド - リー・トンプソン - トム・ウィルソン - ノア・シュナップ - ミリー・ボビー・ブラウン - ゲイテン・マタラッツォ - ケイレブ・マクラフリン - クリスティーナ・リッチ - キーファー・サザーランド - イライジャ・ウッド                                         | - 市川海老蔵（アンバサダー） - キズナアイ（バーチャルサポーター） | オンラインでの開催。ゲストはオンライン会場「Tokyo Comic Con World」の「セレブエリア」への参加となり、バーチャルサイン会などが行われる。 2020年4月の開催発表では、開催時に新型コロナウイルスの影響がある場合に中止または延期の可能性もあることも示されており、8月の発表でオンラインでの開催が決定した。 3日間での総PV数は100万以上。 |
| 東京コミコン2021 （中止）  | 2021年 12月3日 - 5日 （中止）                                     |                                                               |              |              | | | 2020年12月の開催発表時点では、現地とオンラインでの開催が予定されていたが、2021年10月に新型コロナウイルス感染拡大の影響により中止が発表された。 |
| 大阪コミコン2022 （中止）  | 2022年 初夏から夏 （中止）                                        |                                                               |              |              | | | 2021年10月の発表時点では、初開催（会場はインテックス大阪）として、この年は11月の東京コミコンとの2か所での開催が予定されていたが、2022年3月に新型コロナウイルス感染拡大の影響により中止および翌年の開催が発表された。 |
| 東京コミコン2022           | 2022年 11月25日 - 27日                                            | 幕張メッセ                                                    | 67,668人     |              | - カレン・ギラン - アンソニー・ダニエルズ - クリストファー・ロイド - ジョセフ・クイン - ジェイミー・キャンベル・バウアー - マイケル・パレ - ヴァーノン・ウェルズ - ヘイデン・クリステンセン - イアン・マクダーミド - アンディ・サーキス - ダニエル・ローガン - ジェームズ・マカヴォイ                     | - 東海オンエア（PR大使） - EXILE AKIRA (アンバサダー) | ポム・クレメンティエフも来日するはずだったが、新作映画の撮影のためキャンセルすることとなった。 ジェレミー・レナーも来日する予定だったが、急遽個人的な都合でキャンセルすることとなった。 |
| 大阪コミコン2023           | 2023年5月5日 - 5月7日                                             | インテックス大阪                                              |              |              | - マイケル・ルーカー - ミーシャ・コリンズ - ヨーナス・スオタモ - ダニエル・ローガン - マッツ・ミケルセン - ミリー・ボビー・ブラウン - トム・スターリッジ - オーランド・ブルーム | - (NMB48)安部若菜（PR大使） - (NMB48)川上千尋(PR大使) - (NMB48)上西怜(PR大使) - (NMB48)原かれん(PR大使) - (NMB48)前田令子(PR大使) - 速水もこみち（アンバサダー）                                                   | カール・アーバンも来日するはずだったが、急遽キャンセルすることとなった。 |
| 東京コミコン2023           | 2023年12月8日 - 12月10日                                          | 幕張メッセ                                                    | 85,000人以上 |              | - エヴァンジェリン・リリー - クリストファー・ロイド - ポム・クレメンティエフ - マッツ・ミケルセン - テムエラ・モリソン - ダニエル・ローガン - ユアン・マクレガー - ベネディクト・カンバーバッチ - トム・ヒドルストン - ナタリア・テナ                                                                     | - 新田真剣佑（アンバサダー） | トム・フェルトンも来日予定だったが、急遽キャンセルすることとなった。 |
| 大阪コミコン2024           | 2024年5月3日 - 5月5日                                             | インテックス大阪                                              | 61,828人     |              | - マッツ・ミケルセン - ダニエル・ローガン - テムエラ・モリソン - クリストファー・ロイド - トーマス・F・ウィルソン - ピーター・ウェラー - ノーマン・リーダス - トム・ヒドルストン - ソフィア・ディ・マルティーノ - ジェイソン・モモア - ジョー・フラニガン                                                 | - (NMB48)安部若菜（PR大使） - (NMB48)川上千尋（PR大使） - (NMB48)上西怜（PR大使） - (NMB48)塩月希依音（PR大使） - (NMB48)坂田心咲（PR大使） - 斎藤工（アンバサダー） - LiLiCo（メインMC） - 小田井涼平（メインMC） | リー・トンプソンも来日予定だったが、急遽キャンセルすることとなった。 |
| 東京コミコン2024           | 2024年12月6日 - 12月8日 2024年12月28日 - 12月30日（特別イベント） | 幕張メッセ                                                    |              |              | - ジェイソン・モモア - モリーナ・バッカリン - ベン・マッケンジー - ダニエル・ローガン - ジョン・ボイエガ - クリストファー・ロイド - ジュード・ロウ - マッツ・ミケルセン - ヒュー・ダンシー - ベネディクト・カンバーバッチ - アンセル・エルゴート - 山下智久 - フルール・ジェフリエ - セバスチャン・スタン | | ジョシュ・ブローリンも来日予定だったが、急な仕事の都合により急遽キャンセルすることとなった。 急遽来日キャンセルとなったセバスチャン・スタンだったが、特別イベントとして同月の28日、29日、30日に個別来日することとなった。 |
| 大阪コミコン2025           | 2025年5月2日 - 5月4日                                             | インテックス大阪                                              |              |              | - サン・カン - マッツ・ミケルセン - ヒュー・ダンシー - エミリー・ラッド - ダニエル・ローガン - クリスティーナ・リッチ - エドワード・ファーロング - ニコラス・ケイジ - ビル・スカルスガルド - 新田真剣佑                                                                                                   | | |
| 東京コミコン2025           | 2025年12月5日 - 12月7日                                           | 幕張メッセ                                                    |              |              | - イライジャ・ウッド - ショーン・アスティン - ジム・リー | | |